# 馬爾基夫齊 (舍佩蒂夫卡區)
49°56′37″N 26°56′30″E / 49.94361°N 26.94167°E
馬爾基夫齊（烏克蘭語：Марківці），是烏克蘭的村落，位於該國西部赫梅利尼茨基州，由舍佩蒂夫卡區負責管轄，面積67平方公里，海拔高度262米，2001年人口136。